# Реслманія 21
«Реслманія» (англ. «WrestleMania», в хронології відома як «Реслманія 21») — дватцять перша Реслманія в історії. Шоу проходило 3 квітня 2005 року у Лос-Анджелесі в Стейплс-центр. Це перша Реслманія на якій не було Командного Матчу.
Ліліан Гарсія перед шоу виконала «America the Beautiful».
Шоу коментували Джим Росс і Джеррі «Король» Лоулер від арени RAW та Майкл Коул і Тазз від арени  SmackDown.